# 群馬県道138号倉賀野停車場線
群馬県道138号倉賀野停車場線（ぐんまけんどう138ごう くらがのていしゃじょうせん）は、高崎市倉賀野町の倉賀野駅前から同市同町の群馬県道121号和田多中倉賀野線とを結ぶ県道である。

## 概要
- 起点：高崎市倉賀野町（倉賀野駅前）[注釈 1]
- 終点：高崎市倉賀野町1644番の1（群馬県道121号和田多中倉賀野線交点〈倉賀野駅入口交差点〉）[注釈 2]

## 歴史
- 1959年（昭和34年）9月18日：群馬県より現・道路法に基づき、県道倉賀野停車場線（倉賀野停車場 - 一級国道17号線[注釈 3]交点〈群馬郡倉賀野町〉、整理番号106）が路線認定される[1]。
  - 同日、前身路線にあたる県道倉賀野停車場線（群馬郡倉賀野町 - 倉賀野停車場、整理番号165）が路線廃止される[2]。

## 交差する道路
- 群馬県道121号和田多中倉賀野線 - 同市倉賀野町（倉賀野駅入口交差点）
- 群馬県道173号金井倉賀野停車場線 - 同市倉賀野町（倉賀野駅前）